# داگمیت (فال‌اوت)
داگمیت (انگلیسی: Dogmeat) یک شخصیت غیرقابل‌بازی (NPC) سگ در سری بازی ویدئویی نقش‌آفرینی آخرالزمانی فال‌اوت است. برای نخستین بار، داگمیت در فال‌اوت (۱۹۹۷) به عنوان همراه بازیکن قرار داشت و همچنین در فال‌اوت ۲ (۱۹۹۸) نیز حضور افتخاری داشت. داگمیت‌های دیگری در بازی‌های فال‌اوت ۳ (۲۰۰۸) و فال‌اوت ۴ (۲۰۱۵) حضور داشتند. تمام تجسم‌های این شخصیت به خوبی استقبال شده‌اند و از آن به عنوان یکی از بهترین ویژگی‌های سری و در کل از او به عنوان یکی از محبوب‌ترین شخصیت‌های همراه در صنعت بازی ویدئویی یاد می‌شود.

## طراحی شخصیت

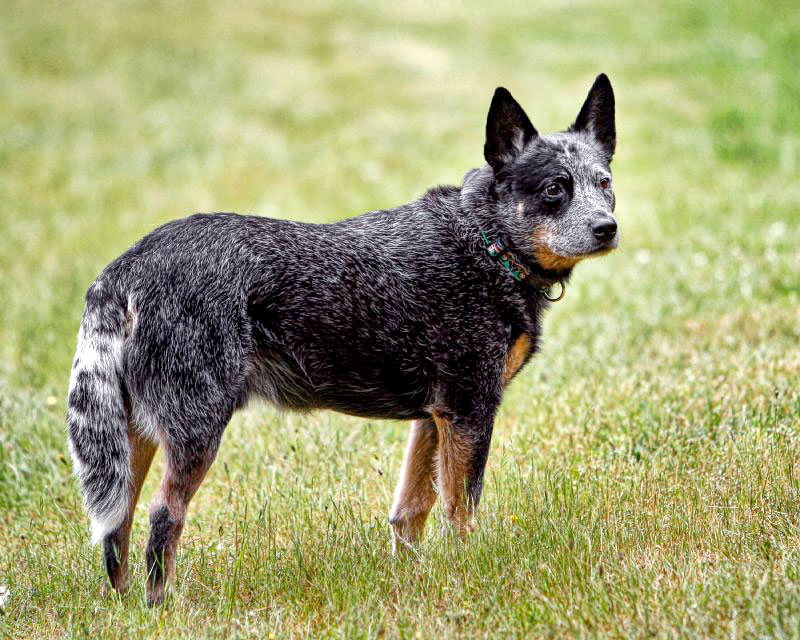
داگمیت

داگمیت از سگ بی‌نام مکس راکاتانسکی در فیلم مکس دیوانه ۲ (۱۹۸۱) الهام گرفت. در ابتدا نام او «Dogshit» بود اما در نهایت این نام با الهام از صحنه پایانی فیلم پساآخرزمانی پسری با سگش، که در آن شخصیت اصلی سگ خود را «داگمیت» صدا می‌زند گرفته شد. به گفته تهیه‌کننده، برنامه‌نویس ارشد و طراح فال‌اوت، تیم کین، «لئونارد بویارسکی، طراح ارشد بازی، آن فیلم را پشت هم در دفتر خود می‌دید و چندین بار اظهار داشت که بودن یک سگ در بازی باحال می‌شود. این دلیلی بود که از همان اول یک سگ در بازی می‌خواست.» کین، جسی هاینیگ را کسی می‌دانست که «باید از او برای داگمیت تشکر کرد.» خود هاینیگ گفت: «چیزی که می‌دانم این است که اسکات بنی نام داگمیت را برای شخصیت پذیرفت.»
در سال ۲۰۰۹، طراح فال‌اوت کریس تیلور گفت که آن‌ها «انتظار نداشتند چنان شخصیت مجبوبی شود.» تیلور گفت: «من همیشه انتظار داشتم که ان‌پی‌سی‌های گوناگونی که همراه بازیکن می‌آیند یک پایان ناخوش داشته باشند. وقتی شنیدم که مردم چه تلاشی برای زنده نگه داشتن داگمیت می‌کردند - به‌ویژه هنگامی که از نیروهای زمینی پایگاه‌های نظامی می‌گذاشتند، تعجب کردم.» به گفته طراح فال‌اوت ۲ و فال‌اوت: نیو وگاس، کریس اولون، داگمیت «شاید موفق‌ترین همراه ان‌پی‌سی در همه جا باشد»، به این دلیل که «یک، او حرف نمی‌زند، پس بازیکنان می‌توانند برای او شخصیتی درست کنند. دو، او در مبارزه کمک می‌کند و تأثیرگذار است… و سه، او سگی‌ست که در تمام سختی‌ها و خوشی‌ها با شماست.»
در فال‌اوت ۴ موشن کپچر داگمیت توسط یک سگ جرمن شپرد به نام ریور انجام شد. در ۲۷ ژوئن ۲۰۲۱، طراح ارشد فال‌اوت ۴، ژوئل بورگس در توئیتر خبر درگذشت ریور را تأیید کرد.